# 焼そば やきっぺ
焼そば やきっぺは、東洋水産で製造されているインスタント焼きそばである。

## 概要
小樽市銭函にある東洋水産北海道工場で製造されている北海道限定のインスタント焼きそばである。
少し甘めのコクのあるソースとあおさと紅生姜のふりかけが特徴となっている。
2015年より、唐辛子の味をメインとして、辛味と旨味を利かせたスパイシーな味わいの「焼そば からっぺ」が販売されている。